# Wereldkampioenschappen zwemmen 2017 – 4×200 meter vrije slag mannen
De 4×200 meter vrije slag voor mannen op de wereldkampioenschappen zwemmen 2017 in Boedapest vond plaats op 28 juli 2017. Na afloop van de series kwalificeerden de acht snelste ploegen zich voor de finale.

## Records
Voorafgaand aan het toernooi waren dit het wereldrecord en het kampioenschapsrecord
| Wereldrecord         | Verenigde Staten Michael Phelps Ricky Berens David Walters Ryan Lochte | 6.58,55 | Rome | 31 juli 2009 |
| Kampioenschapsrecord | Verenigde Staten Michael Phelps Ricky Berens David Walters Ryan Lochte | 6.58,55 | Rome | 31 juli 2009 |

## Uitslagen

### Series
| Rang | Serie | Baan | Land                | Namen | Tijd    | Bijz. |
| ---- | ----- | ---- | ------------------- | --- | ------- | ----- |
| 1    | 1     | 5    | Australië           | Clyde Lewis (1:46.79) David McKeon (1:46.72) Alexander Graham (1:46.52) Jack Cartwright (1:45.65)               | 7:05.68 | Q     |
| 2    | 1     | 4    | Verenigd Koninkrijk | Stephen Milne (1:46.78) Nicholas Grainger (1:46.19) Calum Jarvis (1:46.32) Duncan Scott (1:46.50)               | 7:05.79 | Q     |
| 3    | 2     | 3    | Rusland             | Michail Vekovisjtsjev (1:46.78) Danila Izotov (1:45.91) Nikita Lobintsev (1:48.51) Michail Dovgaljoek (1:46.01) | 7:07.21 | Q     |
| 4    | 2     | 6    | Nederland           | Kyle Stolk (1:47.45) Ferry Weertman (1:47.42) Stan Pijnenburg (1:47.56) Maarten Brzoskowski (1:46.79)           | 7:09.22 | Q     |
| 5    | 1     | 6    | Italië              | Filippo Megli (1:47.59) Filippo Magnini (1:47.35) Luca Dotto (1:47.64) Gabriele Detti (1:46.95)                 | 7:09.53 | Q     |
| 6    | 2     | 5    | Japan               | Kosuke Hagino (1:47.51) Naito Ehara (1:46.40) Tsubasa Amai (1:48.28) Katsuhiro Matsumoto (1:47.47)              | 7:09.66 | Q     |
| 7    | 2     | 4    | Verenigde Staten    | Conor Dwyer (1:47.77) Clark Smith (1:47.57) Jay Litherland (1:47.48) Zane Grothe (1:46.96)                      | 7:09.78 | Q     |
| 8    | 1     | 1    | Polen               | Kacper Majchrzak (1:46.74) Filip Zaborowski (1:48.42) Antoni Kałużyński (1:48.52) Jan Świtkowski (1:46.85)      | 7:10.53 | Q     |
| 9    | 1     | 3    | Duitsland           | Philip Heintz (1:48.65) Poul Zellmann (1:47.32) Clemens Rapp (1:48.20) Jacob Heidtmann (1:46.86)                | 7:11.03 |       |
| 10   | 2     | 2    | Hongarije           | Nándor Németh (1:47.84) Benjámin Grátz (1:49.43) Ádám Telegdy (1:49.02) Dominik Kozma (1:44.81)                 | 7:11.10 |       |
| 11   | 2     | 7    | China               | Wang Shun (1:48.56) Ji Xinjie (1:49.08) Ma Tianchi (1:49.40) Qian Zhiyong (1:48.58)                             | 7:15.62 |       |
| 12   | 1     | 2    | Denemarken          | Anders Lie (1:47.74) Daniel Skaaning (1:47.40) Marcus Kroyer (1:49.85) Sebastian Ovesen (1:50.96)               | 7:15.95 |       |
| 13   | 2     | 1    | Egypte              | Marwan El-Kamash (1:48.80) Mohamed Samy (1:48.27) Ahmed Akram (1:48.89) Marwan El-Amrawy (1:50.99)              | 7:16.95 |       |
| 14   | 1     | 7    | Canada              | Jeremy Bagshaw (1:49.03) Markus Thormeyer (1:50.46) Yuri Kisil (1:49.23) Carson Olafson (1:48.64)               | 7:17.36 |       |
| 15   | 2     | 0    | Servië              | Velimir Stjepanović (1:47.87) Uroš Nikolić (1:51.89) Stefan Šorak (1:49.95) Ivan Lenđer (1:49.47)               | 7:18.68 |       |
| 16   | 1     | 8    | Israël              | Denis Loktev (1:50.07) Liran Konovalov (1:50.11) Tomer Frankel (1:49.80) Daniel Namir (1:49.34)                 | 7:19.32 |       |
| 17   | 2     | 8    | Griekenland         | Andreas Vazaios (1:47.48) Dimitrios Dimitriou (1:50.56) Dimitrios Negris (1:51.25) Christos Katranzis (1:51.26) | 7:20.55 |       |

### Finale
| Rang   | Baan | Namen | Land                | Tijd    | Bijz. |
| ------ | ---- | --- | ------------------- | ------- | ----- |
| Goud   | 5    | Stephen Milne (1:47.25) Nicholas Grainger (1:46.05) Duncan Scott (1:44.60) James Guy (1:43.80)                    | Verenigd Koninkrijk | 7.01,70 |       |
| Zilver | 3    | Michail Dovgaljoek (1:46.00) Michail Vekovisjtsjev (1:45.91) Danila Izotov (1:45.97) Aleksandr Krasnych (1:44.80) | Rusland             | 7.02,68 |       |
| Brons  | 1    | Blake Pieroni (1:46.33) Townley Haas (1:44.58) Jack Conger (1:45.37) Zane Grothe (1:46.90)                        | Verenigde Staten    | 7.03,18 |       |
| 4      | 4    | Clyde Lewis (1:46.81) Mack Horton (1:46.25) Alexander Graham (1:46.59) Jack Cartwright (1:46.33)                  | Australië           | 7.05,98 |       |
| 5      | 7    | Kosuke Hagino (1:47.32) Naito Ehara (1:46.60) Tsubasa Amai (1:47.30) Katsuhiro Matsumoto (1:46.46)                | Japan               | 7.07,68 |       |
| 6      | 2    | Filippo Megli (1:47.34) Gabriele Detti (1:46.08) Filippo Magnini (1:49.09) Luca Dotto (1:46.93)                   | Italië              | 7.09,44 |       |
| 7      | 8    | Kacper Majchrzak (1:46.46) Filip Zaborowski (1:47.58) Antoni Kałużyński (1:48.12) Jan Świtkowski (1:47.46)        | Polen               | 7.09,62 |       |
| 8      | 6    | Kyle Stolk (1:47.73) Ferry Weertman (1:48.23) Stan Pijnenburg (1:47.60) Maarten Brzoskowski (1:49.20)             | Nederland           | 7.12,76 |       |